# Джон Макдоннелл
Джон Мартін Макдоннелл (англ. John Martin McDonnell; нар. 8 вересня 1951, Ліверпуль, Англія) — британський політик-лейборист, член Палати громад з 1997 р. і тіньовий Канцлер скарбниці з вересня 2015 р. Макдоннелл був кандидатом у лідери Лейбористської партії після відставки Тоні Блера у 2007 р.
Джон Макдоннел був співзасновником Ukraine Solidarity Campaign — британської громадської ініціативи, заснованої 2014 року після анексії Криму, яка об'єднує лівих і профпілкових активістів для допомомоги українським соціалістам і профспілкам, захисту права України на самовизначення та боротьби з проросійськими настроями в західноєвропейському лівому русі.
У відповідь на російське вторгнення в Україну 2022 року Макдоннел підтримав український спротив та поставки зброї Україні з Британії.